# José María Garcia Urbano
José María García Urbano   (Coín, 20 de enero de 1961) es un político y notario, abogado del Estado y registrador de la propiedad. Alcalde de Estepona.

## Biografía
José María García Urbano se licenció en Derecho en 1982. Tres años más tarde, en 1985 -con 24 años- aprobó las oposiciones de Letrado de la Dirección General de los Registros y Notariado. Está en posesión de tres títulos: Abogado del Estado, Registrador de la Propiedad y Notario. Además, es Diplomado en Alemán.  
Entre los años 1985 y 1994, ocupó diversos puestos en el Ministerio de Justicia, siendo el último el de Subdirector General de Nacionalidad y Estado Civil. 
En 1995, el Ministerio de Justicia le reconoció con la Cruz Distinguida de Primera Clase de la Orden de San Raimundo de Peñafort. Durante esa época, participó en diversas misiones internacionales representando al Estado español. También ha formado parte de la Comisión Internacional del Estado Civil como miembro permanente. 
Ha desempeñado el puesto de profesor asociado de Derecho Privado en la Universidad a Distancia UNED; de Derecho Civil en la Universidad de Málaga (UMA) y de Derecho Mercantil en la Universidad Carlos III. 
Ha ejercido de Registrador de la Propiedad en varios puntos de España y como Notario en Estepona, durante 13 años.
Se presentó por primera vez como candidato a las elecciones municipales del 22 de mayo de 2011, convirtiéndose el 11 de junio de 2011 en alcalde por el Partido Popular, tras obtener una mayoría absoluta de 17 concejales. 
En 2015, revalidó la mayoría absoluta con un 60% de los votos; convirtiéndose en el alcalde más votado de España en los municipios de más de 50.000 habitantes.
En 2016 encabezó la lista de Málaga del Partido Popular al Congreso de los Diputados, formando parte de la XI Legislatura de la Cámara.
El 26 de mayo de 2019, volvió a ser el alcalde más votado de España en los municipios de más de 50.000 habitantes tras mejorar la ya de por sí amplia mayoría absoluta, logrando 21 de los 25 concejales de la Corporación, con casi el 70% de los votos. 
Además de alcalde de Estepona, forma parte de la junta de gobierno de la Federación Española de Municipios y Provincias (FEMP), presidente de la Comisión de Haciendas Locales de la FEMP y miembro del Comité Europeo de las Regiones. 
Entre los hitos de su gestión al frente del Ayuntamiento de Estepona figura el eliminar por completo la deuda heredada de 304 millones de euros que existía en el Ayuntamiento de Estepona cuando accedió a la Alcaldía en 2011. Esta medida ha permitido llevar a cabo la mayor rebaja de impuestos de la localidad. 